# Тамеск (Амоль)
Тамеск (перс. تمسك) — село в Ірані, у дегестані Газарпей-є Джонубі, в Центральному бахші, шагрестані Амоль остану Мазендеран. За даними перепису 2006 року, його населення становило 114 осіб, що проживали у складі 34 сімей.

## Клімат
Середня річна температура становить 16,98°C, середня максимальна – 31,06°C, а середня мінімальна – 3,76°C. Середня річна кількість опадів – 837 мм.
| Клімат поселення                              | Клімат поселення | Клімат поселення | Клімат поселення | Клімат поселення | Клімат поселення | Клімат поселення | Клімат поселення | Клімат поселення | Клімат поселення | Клімат поселення | Клімат поселення | Клімат поселення | Клімат поселення |
| Показник                                      | Січ.             | Лют.             | Бер.             | Квіт.            | Трав.            | Черв.            | Лип.             | Серп.            | Вер.             | Жовт.            | Лист.            | Груд.            |                  |
| Середній максимум, °C                         | 11,07            | 11,57            | 14,36            | 20,16            | 24,00            | 27,51            | 30,89            | 31,06            | 28,43            | 23,70            | 18,27            | 14,01            |                  |
| Середня температура, °C                       | 7,43             | 7,92             | 10,69            | 16,50            | 20,34            | 23,86            | 26,00            | 26,18            | 23,56            | 18,80            | 13,39            | 9,14             |                  |
| Середній мінімум, °C                          | 3,76             | 4,26             | 7,03             | 12,84            | 16,68            | 20,18            | 21,14            | 21,31            | 18,66            | 13,94            | 8,51             | 4,25             |                  |
| Норма опадів, мм                              | 91               | 69               | 60               | 29               | 26               | 23               | 21               | 48               | 90               | 145              | 124              | 111              |                  |
| Середньомісячна швидкість вітру, м/с          | 1.98             | 2.42             | 2.45             | 2.39             | 2.34             | 2.62             | 2.66             | 2.20             | 2.00             | 1.88             | 1.84             | 1.92             |                  |
| Середньомісячна сонячна радіація, кДж/м²·день | 8362             | 10537            | 12569            | 15846            | 19889            | 21727            | 21722            | 19018            | 15532            | 12142            | 9677             | 7896             |                  |
| --------------------------------------------- | ---------------- | ---------------- | ---------------- | ---------------- | ---------------- | ---------------- | ---------------- | ---------------- | ---------------- | ---------------- | ---------------- | ---------------- | ---------------- |
| Джерело:                                      |                  |                  |                  |                  |                  |                  |                  |                  |                  |                  |                  |                  |                  |